# Wutach (municipio)
Wutach es un municipio en el noreste del distrito de Waldshut en el sur de Baden-Wurtemberg, Alemania, en la frontera con los distritos de Brisgovia-Alta Selva Negra y Selva Negra-Baar. Existe desde el 1 de enero de 1975 cuando fue creado mediante la fusión voluntaria de los municipios Ewattingen, Lembach y Münchingen que antes eran independientes. Forma una mancomunidad administrativa con Bonndorf.

## Enlaces
- Wikimedia Commons alberga una categoría multimedia sobre Wutach (municipio).
- Sitio web de Wutach